# Chamanthedon tropica
Chamanthedon tropica is een vlinder uit de familie wespvlinders (Sesiidae), onderfamilie Sesiinae.
Chamanthedon tropica is voor het eerst wetenschappelijk beschreven door Beutenmüller in 1899. De soort komt voor in het Afrotropisch gebied.